# ウルトラマンゼロの作品一覧
ウルトラマンゼロの作品一覧（ウルトラマンゼロのさくひんいちらん）では、ウルトラマンゼロを主役とした映像作品、舞台作品、雑誌展開を一覧する。

## 映像作品
詳細は各作品の記事を参照。
- 映画
  - 大怪獣バトル ウルトラ銀河伝説 THE MOVIE（2009年）
  - ウルトラマンゼロ THE MOVIE 超決戦!ベリアル銀河帝国（2010年）
  - ウルトラマンサーガ（2012年）
  - 劇場版 ウルトラマンギンガS 決戦!ウルトラ10勇士!!（2015年）
  - 劇場版 ウルトラマンX きたぞ!われらのウルトラマン（2016年）
  - 劇場版 ウルトラマンオーブ 絆の力、おかりします!（2017年）
  - ウルトラマンゼロ Another Battle 〜光と力〜（2017年）
  - ウルトラマンゼロVR 大都会の戦慄 エレキング対ゼロ（2017年）
  - ウルトラファイトVR「親子タッグ! 激闘の荒野に花束を」（2017年）
- 長編オリジナルビデオ
  - ウルトラ銀河伝説外伝 ウルトラマンゼロVSダークロプスゼロ（2010年）
  - ウルトラマンゼロ外伝 キラー ザ ビートスター（2011年）
- テレビ
  - ウルトラマン列伝 / 新ウルトラマン列伝（2011年 - 2016年）
    - ウルトラゼロファイト（2012年）
    - ウルトラマンX（2015年） - 第5話ゲスト

  - ウルトラマンオーブ（2016年） - 第4話ゲスト
  - ウルトラマンゼロ THE CHRONICLE（2017年） ※上記作品で描かれたエピソードの総集編テレビシリーズ。詳細は本記事の#ウルトラマンゼロ THE CHRONICLEを参照。
  - ウルトラマンジード（2017年） - 準主人公
  - ウルトラマンタイガ（2019年） - 第23話ゲスト
  - ウルトラマン クロニクル ZERO&GEED（2020年） - 番組ナビゲーター。詳細は本記事の#ウルトラマンクロニクル ZERO&GEEDを参照。
  - ウルトラマンZ（2020年） - 第1話、第6話、第7話ゲスト
  - ウルトラマン クロニクルZ ヒーローズオデッセイ（2021年） - 番組ナビゲーター
- Web配信
  - ウルトラギャラクシーファイト ニュージェネレーションヒーローズ（2019年）
  - ウルトラギャラクシーファイト 大いなる陰謀（2020年 - 2021年）
  - ウルトラギャラクシーファイト 運命の衝突（2022年）

## 舞台・ショー
- ウルトラライブステージ
  - ウルトラライブステージ13（2010年）
  - ウルトラライブステージ14（2011年）
  - ウルトラライブステージ15（2012年）
- ウルトラマンプレミア2011（2011年）
- ウルトラマンライブ2012（2012年）

## 雑誌展開

### ウルトラマンゼロ
概要
小学館『てれびくん』および講談社『テレビマガジン』本誌において、ウルトラマンゼロを主役として展開されたオリジナル作品。『てれびくん』では、本誌と連動したオリジナルDVDが付録として製作されている（後述）。
あらすじ
ウルトラマンゼロの前に突如、かつて自身が装着していた訓練用アーマー・テクターギアを装着した戦士が現れる。その黒い戦士＝テクターギアブラックは、ゼロに攻撃を仕掛けるが、レオの助けもあり、ゼロは危機を免れる。
レオは、テクターギアブラックを倒すためには、パートナーのウルトラ戦士と「ウルトラコンビネーション」という技を発動することが必要であることを告げる。ここから、ゼロのパートナーを探す物語が始まる。

### ウルトラマンゼロ 激突!テクターギアブラック!!
概要
上記の『ウルトラマンゼロ』の展開の一つとして作られた、『てれびくん』DVD付録のオリジナル作品。『てれびくん』本誌付録DVD『てれびくん超ひみつムービー』として収録。雑誌の付録によるオリジナルストーリーの映像作品としては、スーパー戦隊シリーズが『テレビマガジン』で、平成仮面ライダーシリーズは『てれびくん』で展開されているが、ウルトラシリーズとしては初の作品となる。
『大怪獣バトル ウルトラ銀河伝説 THE MOVIE』の後日談という設定になっており、一部の映像は『ウルトラ銀河伝説』から流用されている。
以降の続編は本誌、『テレビマガジン』の雑誌記事のみ展開されている。
ウルトラマンフェスティバルとの連動で新強化アーマーデザインコンテストも行われた。
あらすじ
ウルトラマンベリアルとの戦いを終え、再びK76星を訪れたウルトラマンゼロ。彼の前に、かつて自身が鎧をつけていた姿、テクターギア・ゼロに似た謎の戦士テクターギアブラックが出現。ゼロは追い詰められるところをウルトラマンレオに助けられる。
ゼロはレオに「ウルトラコンビネーション」を学び協力し合う必要であることを教えられ、テクターギアブラックに戦いを挑むのに必要なタッグパートナーを求める展開が始まる。
声の出演
- ウルトラマンゼロ - 宮野真守
- ウルトラマンレオ - 龍谷修武
- ジオルゴン - 佐藤正治
- ナレーション - 河内孝博

作品リスト
| タイトル                                     | 登場怪獣・宇宙人                | ゲスト ウルトラマン                               | 掲載号                         |
| -------------------------------------------- | ------------------------------- | ------------------------------------------------- | ------------------------------ |
| ウルトラマンゼロ 激突!テクターギアブラック!! | テクターギアブラック ジオルゴン | ウルトラマンレオ ウルトラセブン（シルエットのみ） | 2010年（平成22年）6月号DVD付録 |

### ウルトラマンゼロ&ウルトラヒーロー 超決戦DVD
概要
『テレビマガジン』DVD付録のオリジナル作品。『テレビマガジン』本誌付録DVDとして収録。映像は一部に新撮したものが使われ、他はすべて『ウルトラキッズDVD』シリーズから流用されている。
あらすじ
ウルトラマンゼロとババルウ星人が、お互いにウルトラヒーローやウルトラ怪獣たちの秘密を紹介する。
声の出演
- ウルトラマンゼロ - 宮野真守
- ババルウ星人 - 不明

作品リスト
| タイトル                                    | 登場怪獣・宇宙人                                                           | 掲載号                          |
| ------------------------------------------- | -------------------------------------------------------------------------- | ------------------------------- |
| ウルトラマンゼロ&ウルトラヒーロー 超決戦DVD | ダークロプスゼロ ババルウ星人 ニセウルトラマンゼロ（ババルウ星人の変身体） | 2010年（平成22年）10月号DVD付録 |

### ゆけ!ウルティメイトフォースゼロ!
概要
『ウルトラマンゼロ 激突!テクターギアブラック!!』に続く「てれびくん」DVD付録のオリジナル作品。本誌付録DVD『てれびくん超ひみつムービー』として収録。映画『ウルトラマンゼロ THE MOVIE 超決戦!ベリアル銀河帝国』のキャラクター紹介的な内容となっている。
あらすじ
突如、ウルトラマンゼロの前にダークロプスゼロの量産型であるダークロプスが出現し、戦いを挑む。ダークロプスはゼロのウルトラゼロブレスレットを見た瞬間、逃亡する。その後、ゼロはこれから冒険で出会う新しい仲間や敵たちを紹介する。
声の出演
- ウルトラマンゼロ、ダークロプス - 宮野真守
- ミラーナイト - 緑川光
- グレンファイヤー - 関智一
- ジャンボット - 神谷浩史
- アイアロン - 若本規夫
- ダークゴーネ - 川下大洋
- カイザーベリアル - 宮迫博之

作品リスト
| タイトル                         | 登場怪獣・宇宙人                                                      | ゲスト戦士                                 | 掲載号                         |
| -------------------------------- | --------------------------------------------------------------------- | ------------------------------------------ | ------------------------------ |
| ゆけ!ウルティメイトフォースゼロ! | ダークロプス レギオノイドα/β アイアロン ダークゴーネ カイザーベリアル | ミラーナイト グレンファイヤー ジャンボット | 2011年（平成23年）1月号DVD付録 |

### ウルティメイトフォースゼロ アナザースペースアドベンチャー
概要
映画『ウルトラマンゼロ THE MOVIE 超決戦!ベリアル銀河帝国』の後日談という設定の新しい物語。『テレビマガジン』、『てれびくん』にて2011年（平成23年）3月号から5月号まで展開された。『てれびくん』版では、『ゆけ!ウルティメイトフォースゼロ!』に続くDVD付録のオリジナルストーリーも作られており、こちらは実写ではなくCGの映像作品である。
あらすじ
カイザーベリアルとの死闘を終えたウルトラマンゼロは、ミラーナイト、グレンファイヤー、ジャンボットと共に「ウルティメイトフォースゼロ」を結成し、異世界宇宙（アナザースペース）の平和を守る旅を続けていた。そんな彼らの前に壊滅したはずのベリアル銀河帝国の亡霊が現れる。
声の出演
- ウルトラマンゼロ - 宮野真守
- ウルトラセブン - 森次晃嗣
- ウルトラマンエース - 草尾毅
- ウルトラマンレオ - 真夏竜
- ヤプール（巨大ヤプール） - 玄田哲章

作品リスト
| タイトル                                                  | 登場怪獣・宇宙人 | ゲスト戦士                                                                                    | 掲載号                          |
| --------------------------------------------------------- | --- | --------------------------------------------------------------------------------------------- | ------------------------------- |
| ウルティメイトフォースゼロ アナザースペースアドベンチャー | 巨大ヤプール カイザーベリアル（巨大ヤプールの変身体） ダークロプスゼロ（幻影） レギオノイド（幻影） メカゴモラ（幻影） ベロクロン カブトザキラー バキシマム EXタイラント ゼロキラーザウルス[注釈 1] | ミラーナイト グレンファイヤー ジャンボット ウルトラセブン ウルトラマンエース ウルトラマンレオ | 2011年（平成23年）4月号[注釈 2] |

### ウルトラマンゼロ&オールスターウルトラマン 超絶!!ウルトラリーグ
概要
『アナザースペースアドベンチャー』に続く新たな物語で、テレビマガジン、てれびくんにて2011年（平成23年）6月号から9月号まで展開された。ウルティメイトフォースゼロと歴代ウルトラヒーローの活躍を描く。
ウルトラマンフェスティバル2011連合企画による連動で「ウルトラマンゼロ 新必殺光線技アイデアコンテスト」も行われた。
あらすじ
アナザースペースの旅を続けるウルティメイトフォースゼロの前に怪獣軍団が総攻撃を開始し、彼らの危機を救うために歴代のウルトラ戦士たちが時空を越えてアナザースペースに続々と駆けつける。ゼロのウルティメイトブレスレットを狙う敵に立ち向かうべく、ウルトラ戦士たちによるチームウルトラリーグが結成される。
登場ヒーロー
共通
- ウルトラマンゼロ
- ミラーナイト
- グレンファイヤー
- ジャンボット
- ウルトラマンダイナ
- ウルトラマンコスモス
- ウルトラマン
- ゾフィー
- ウルトラセブン
- ウルトラマンジャック
- ウルトラマンA
- ウルトラマンタロウ
- ウルトラの父
- ウルトラマンキング
- ウルトラマンノア

てれびくん版に登場
- ウルトラマンネクサス（ジュネッスブルー）
- ウルトラマンレオ

テレビマガジン版に登場
- ウルトラマンティガ
- ウルトラマンガイア（V2）
- ウルトラマンアグル（V2）
- ウルトラマンジャスティス（スタンダードモード）
- ウルトラマンネクサス（アンファンス）

### 決定版!オールウルトラマン全集
概要
『ウルトラマンゼロ&ウルトラヒーロー 超決戦DVD』に続く、『テレビマガジン』付録DVDオリジナル作品。本誌付録DVD『ウルトラマンシリーズ45周年記念DVD』として収録。映像は一部に新撮したものが使われ、他はすべてウルトラシリーズのDVD作品の映像から流用されている。
あらすじ
ウルトラマンがカネゴンと共に、光の国にある光の神殿と呼ばれる場所で、歴代のウルトラ戦士たちを紹介する。
登場キャラクター
クレジットには一切表示されていないため、声優は誰なのかは不詳。
- ウルトラマン
- カネゴン

作品リスト
| タイトル                      | 登場怪獣・宇宙人 | 登場ウルトラマン | 掲載号                  |
| ----------------------------- | ---------------- | ---------------- | ----------------------- |
| 決定版!オールウルトラマン全集 | カネゴン         | ウルトラマン     | 2011年（平成23年）7月号 |

### ウルトラマンサーガ ゼロ&ウルトラ兄弟 飛び出す!ハイパーバトル!!
概要
『てれびくん』2012年（平成24年）4月号のDVD付録のオリジナルストーリーで、『ウルトラマン列伝』第35話と同様に、映画『ウルトラマンサーガ』の前日談となっている物語。一部の映像は付録の3D眼鏡を使うことにより、3D仕様で見られる。後半では一部新撮シーンを使い、『サーガ』で活躍するウルトラマンたちやハイパーゼットンも紹介されている。
あらすじ
宇宙で何者かが怪獣墓場を荒らしまわる事件が発生していた。一時的にアナザースペースから帰還していたウルトラマンゼロは、その事件を調査している途中、小惑星上でゼットンと戦う。そこへ怪獣兵器開発のために怪獣墓場を荒らしている犯人だったバット星人が現れ、ゼットンを回収し、ゼロには新たに生み出した怪獣兵器バードンを差し向ける。バードンに苦戦するゼロだが、彼を救うべくゾフィーが駆けつけた。
声の出演
※3名ともクレジットはされていない
- ウルトラマンゼロ - 宮野真守
- ゾフィー - 田中秀幸
- バット星人 - 柴田秀勝

作品リスト
| タイトル                                                       | 登場怪獣・宇宙人                                                   | ゲストウルトラマン                                                  | 掲載号                  |
| -------------------------------------------------------------- | ------------------------------------------------------------------ | ------------------------------------------------------------------- | ----------------------- |
| ウルトラマンサーガ ゼロ&ウルトラ兄弟 飛び出す!ハイパーバトル!! | ゼットン バット星人 怪獣兵器 バードン ハイパーゼットン（イマーゴ） | ゾフィー ウルトラマンダイナ ウルトラマンコスモス ウルトラマンサーガ | 2012年（平成24年）4月号 |

### ウルトラマン列伝 ギャラクシーバトルゼロ
概要
『ウルトラマンサーガ』以降のゼロの活躍を描く新たな物語で、『テレビマガジン』、『てれびくん』にて2012年（平成24年）5月号から7月号まで展開された。アナザースペースにおけるゼロと歴代シリーズの怪獣たちの戦いを描く。登場怪獣の選択はタイトルにもある『ウルトラマン列伝』と連動している。
ウルトラマンフェスティバル2012連合企画による連動で「ウインダム強化アームコンテスト」を「てれびくん」「テレビマガジン」両誌にて、2012年6月号より募集された。
あらすじ
ウルトラマンダイナやウルトラマンコスモスとの共闘を終えてアナザースペースに戻ったゼロに、歴代のウルトラ戦士を苦しめた怪獣や宇宙人が挑戦してくる。ゼロはジャンナインも加わった新生ウルティメイトフォースゼロの仲間の援護や歴代ウルトラヒーローのアドバイスを受けて怪獣たちに立ち向かう。
登場ヒーロー
共通
- ウルトラマンゼロ
- ウルティメイトフォース・ゼロ
  - ミラーナイト
  - グレンファイヤー
  - ジャンボット
  - ジャンナイン

- ウルトラマンマックス（第1話）
- ウルトラマンメビウス（第2話）
- ウルトラセブン（第3話）

てれびくん版に登場
- ウルトラマンヒカリ（第2話）

## その他の作品

### ウルトラマンゼロ THE NEW HERO LEGEND
概要
2010年（平成22年）11月26日より『キッズフォトバンダイスタジオ』で開始された、子供が実際にモーションキャプチャで撮影に参加できるなりきりムービーのオリジナル作品。子供がZAP SPACYの隊員となりウルトラマンゼロに融合し変身、また同伴の父親もウルトラセブンに変身する。
2011年（平成23年）2月28日にスタジオ閉館とともに終了した。後に、2011年（平成23年）7月22日 - 8月28日開催の『ウルトラマンフェスティバル2011』でも実施されている。以降、「ウルトラマンフェスティバル2012」、「ウルトラヒーローパーク IN新潟」（2013年）等でも実施。
出演
- ウルトラマンゼロ
- ウルトラセブン
- レイ - 南翔太
- ヒュウガ - 小西博之
- ゴモラ
- テクターギアブラック/ダークロプスゼロ
- キングジョーブラック

### ウルトラマン ヒットソングヒストリー
概要
ウルトラ戦士それぞれの活躍シーンと主題歌に合わせてウルトラシリーズの歴史を振り返る、主題歌集DVD。ウルトラマンゼロが活躍する新規に撮影された映像も収録されている。
あらすじ
レジェンドヒーロー編
全宇宙から色が消え、モノクロームの世界となっていく異変が発生。同時に、異世界「時の狭間」に呼び出されたウルトラマンゼロは、その世界の主「時の番人」から、世界の異変は過去の歴史が失われたことにより引き起こされていることを知らされる。ゼロは、失われた過去のページを埋めるためにウルトラの歴史を巡る。
ニューヒーロー編
宇宙をパトロール中に謎の嵐に巻き込まれ、異空間に飛ばされてしまったゼロ。謎に包まれた正体不明の敵から攻撃を受けてしまう。体力も残り少ない中、絶体絶命のピンチに陥るゼロの前にウルトラマンティガやウルトラマンコスモスたちが駆けつける。
ニュージェネレーション編
ウルトラマンロッソとウルトラマンブルが怪獣の反応を追って月へ来ると、突然、ウルトラマンゼロが現れる。ゼロによると、復讐を企む超時空魔神エタルガーにウルトラヒーローたちが捕らえられ、ロッソとブルの二人の力を借りるため、ゼロは時空を超えて来たという。ロッソとブルそしてゼロは、歌の力でウルトラヒーローたちを救い出すことができるのか？

声の出演
- ウルトラマンゼロ - 宮野真守
- 巨大ヤプール - 玄田哲章
- エタルガー - 鈴木達央

作品リスト
| タイトル                 | 登場怪獣・宇宙人 （新撮パートのみ） | ゲストウルトラマン （新撮パートのみ） | 発売日                        |
| ------------------------ | ----------------------------------- | --- | ----------------------------- |
| レジェンドヒーロー編     |                                     | ウルトラマン ウルトラセブン ウルトラマンキング | 2011年（平成23年）7月22日発売 |
| ニューヒーロー編         | 巨大ヤプール                        | ウルトラマンティガ ウルトラマンダイナ ウルトラマンガイア ウルトラマンコスモス ウルトラマンネクサス ウルトラマンマックス ウルトラマンメビウス       | 2011年（平成23年）7月22日発売 |
| ニュージェネレーション編 | 超時空魔神エタルガー                | ウルトラマンロッソ ウルトラマンブル ウルトラマンゼロ ウルトラマンギンガ ウルトラマンビクトリー ウルトラマンX ウルトラマンオーブ ウルトラマンジード | 2018年（平成30年）8月28日発売 |

### ウルトラサンタのクリスマス
2011年12月1日よりウルトラマンショップの購入者に配布されたDVD。内容はナイスサンタからクリスマスプレゼントを宇宙人たちに横取りされ、ウルトラ戦士たちが懲らしめる。
出演
- ウルトラマンナイス
- ウルトラマン
- ウルトラセブン
- ウルトラマンゼロ
- バルタン星人
- バルキー星人
- マグマ星人

### ウルトラクリスマスドリーム
2012年12月1日よりウルトラマンショップの購入者に配布されたDVD。内容はクリスマスの夜にブースカがうたた寝をしている間にクリスマスの夢をメトロン星人に奪われてしまう。
出演
- 快獣ブースカ
- ウルトラマンナイス
- ウルトラマンゼロ

- ストロングコロナゼロ
- ルナミラクルゼロ

- メトロン星人
- ドラコ

### ウルトラマンゼロ Another Battle 〜光と力〜
2017年3月18日より上映。360度全周スクリーン投影全方位3D立体映像「4D王」「4D-KING」専用映画。上映時間約5分
スタッフ
- 企画・制作 - PBシステムズ、フィールズ
- 協力・監修 - 円谷プロダクション

出演
- ウルトラマンゼロ
- ウルトラマンベリアル
- ジャンボット（ジャンバード）

### ウルトラマンゼロVR 大都会の戦慄 エレキング対ゼロ
2017年10月1日より公開。全天球360度VR特撮作品で『VR THEATER』店舗で上映。上映時間6分40秒。ウルトラシリーズ初のVR作品であり、『ウルトラファイトVR』と同時リリースされた。
監督は『ウルトラマンX』『ウルトラマンオーブ』などの田口清隆が務めた。撮影には、7台のGoProを改造した独自のVRカメラが使用された。合成に手間がかかることから直線的な光線技は登場しておらず、田口は今後の課題としている。
スタッフ
- 監督 - 田口清隆
- 製作 - 円谷プロダクション、ポニーキャニオン、eje

出演
- ウルトラマンゼロ - 大久保洸成
- エレキング - 横尾和則
- アナウンサー - 西島まどか

## 関連番組

### ウルトラマンゼロ THE CHRONICLE
『ウルトラマンゼロ THE CHRONICLE』（ウルトラマンゼロ ザ クロニクル）は、2017年1月7日から6月24日までテレビ東京系列で毎週土曜 9:00 - 9:30 (JST) で放送された、円谷プロダクション制作による特撮テレビドラマのタイトル。キャッチコピーは「それは、激闘の年代記─クロニクル─。」。
海外展開用にウルトラマンゼロの主役格登場エピソードを総集した作品『Ultraman Zero The Chronicle』（#映像作品を参照）を素材に、日本のテレビシリーズとしてフォーマットを再構成しており、ゼロの戦いを年代記形式の単独番組として総覧できる。
番組内では、2017年4月15日から6月3日まで前番組『ウルトラマンオーブ』の派生作品『ウルトラファイトオーブ』も放送された（詳細は劇場版 ウルトラマンオーブ 絆の力、おかりします!#ウルトラファイトオーブを参照）。1話につき約3分間であるが内容によって前後しており、これに合わせる形で『ウルトラマンゼロ THE CHRONICLE』本編の尺が調整されている。

#### 出演
- メインナビゲーター・ウルトラマンゼロ（声 - 宮野真守、スーツアクター - 岩田栄優）
- レイ（演 - 南翔太）（第8話 - 第11話）、ヒュウガ（声 - 小西博之）（第13話 - 第14話）、ミラーナイト（第15話 - 第17話）、グレンファイヤー（第15話 - 第17話）、ジャンボット（第15話）
- ナレーション - 石坂浩二（第2話 - 第6話）、矢島正明（第8話）

#### 主題歌
オープニングテーマ
「GO AHEAD〜すすめ!ウルトラマンゼロ〜」
作詞 - 中西圭三 / 作・編曲 - 小西貴雄 / 歌 - 水木一郎 with ボイジャー
※映画『ウルトラマンゼロ THE MOVIE 超決戦！ベリアル銀河帝国』のオープニングテーマ「すすめ!ウルトラマンゼロ」の歌詞をリニューアルし、メロディーもニューアレンジした曲である。
第13話以降は映像が変更された。
「すすめ!ウルトラマンゼロ」（Web配信版）
作詞 - 田靡秀樹&山口智大 / 作・編曲 - 小西貴雄 / 歌 - ボイジャー

#### エピソードリスト
| 話数   | 放映日        | サブタイトル | 放送エピソード | 備考 |
| ------ | ------------- | --- | --- | --- |
| 第1話  | 2017年 1月7日 | ウルトラマンゼロ! 仲間との絆                                                                                           | 劇場版 ウルトラマンギンガS 決戦!ウルトラ10勇士!! ウルトラマンX 第5話「イージス 光る時」 劇場版 ウルトラマンX きたぞ!われらのウルトラマン | 「ウルトラゼロファイト」終了以降にゼロが客演したエピソードの総集編。 本シリーズ唯一の新規編集回。                                                                                       |
| 第2話  | 1月14日       | ウルトラマンゼロ THE MOVIE 超決戦!ベリアル銀河帝国 -絆の章-                                                            | ウルトラマンゼロ THE MOVIE 超決戦!ベリアル銀河帝国                                                                                       | 『ウルトラマン列伝』で2011年11月〜12月に放送された全5章の再構成版を若干変えて放送。 ウルトラマンゼロのナビゲーションは声のみ。                                                          |
| 第3話  | 1月21日       | ウルトラマンゼロ THE MOVIE 超決戦!ベリアル銀河帝国 -炎の章-                                                            | ウルトラマンゼロ THE MOVIE 超決戦!ベリアル銀河帝国                                                                                       | 『ウルトラマン列伝』で2011年11月〜12月に放送された全5章の再構成版を若干変えて放送。 ウルトラマンゼロのナビゲーションは声のみ。                                                          |
| 第4話  | 1月28日       | ウルトラマンゼロ THE MOVIE 超決戦!ベリアル銀河帝国 -鏡の章-                                                            | ウルトラマンゼロ THE MOVIE 超決戦!ベリアル銀河帝国                                                                                       | 『ウルトラマン列伝』で2011年11月〜12月に放送された全5章の再構成版を若干変えて放送。 ウルトラマンゼロのナビゲーションは声のみ。                                                          |
| 第5話  | 2月4日        | ウルトラマンゼロ THE MOVIE 超決戦!ベリアル銀河帝国 -鋼の章-                                                            | ウルトラマンゼロ THE MOVIE 超決戦!ベリアル銀河帝国                                                                                       | 『ウルトラマン列伝』で2011年11月〜12月に放送された全5章の再構成版を若干変えて放送。 ウルトラマンゼロのナビゲーションは声のみ。                                                          |
| 第6話  | 2月11日       | ウルトラマンゼロ THE MOVIE 超決戦!ベリアル銀河帝国 -光の章-                                                            | ウルトラマンゼロ THE MOVIE 超決戦!ベリアル銀河帝国                                                                                       | 『ウルトラマン列伝』で2011年11月〜12月に放送された全5章の再構成版を若干変えて放送。 ウルトラマンゼロのナビゲーションは声のみ。                                                          |
| 第7話  | 2月18日       | 大怪獣バトル ウルトラ銀河伝説 THE MOVIE -第1章「反逆のベリアル」-                                                      | 大怪獣バトル ウルトラ銀河伝説 THE MOVIE                                                                                                  | 『ウルトラマン列伝』で2012年8月に放送された全5章の再構成版を若干変えて放送。 |
| 第8話  | 2月25日       | 大怪獣バトル ウルトラ銀河伝説 THE MOVIE -第2章「レイとメビウス」-                                                      | 大怪獣バトル ウルトラ銀河伝説 THE MOVIE                                                                                                  | 『ウルトラマン列伝』で2012年8月に放送された全5章の再構成版を若干変えて放送。 |
| 第9話  | 3月4日        | 大怪獣バトル ウルトラ銀河伝説 THE MOVIE -第3章「怪獣墓場の決戦」-                                                      | 大怪獣バトル ウルトラ銀河伝説 THE MOVIE                                                                                                  | 『ウルトラマン列伝』で2012年8月に放送された全5章の再構成版を若干変えて放送。 |
| 第10話 | 3月11日       | 大怪獣バトル ウルトラ銀河伝説 THE MOVIE -第4章「ウルトラマンゼロ参上」-                                                | 大怪獣バトル ウルトラ銀河伝説 THE MOVIE                                                                                                  | 『ウルトラマン列伝』で2012年8月に放送された全5章の再構成版を若干変えて放送。 |
| 第11話 | 3月18日       | 大怪獣バトル ウルトラ銀河伝説 THE MOVIE -最終章「よみがえれ 銀河の光」-                                                | 大怪獣バトル ウルトラ銀河伝説 THE MOVIE                                                                                                  | 『ウルトラマン列伝』で2012年8月に放送された全5章の再構成版を若干変えて放送。 |
| 第12話 | 3月25日       | ウルトラマンゼロVSダークロプスゼロ パート① 多次元の脅威!                                                               | ウルトラ銀河伝説外伝 ウルトラマンゼロVSダークロプスゼロ                                                                                  | 『ウルトラマン列伝』で2011年8月に放送された全3回の再構成版を若干変えて放送。 |
| 第13話 | 4月1日        | ウルトラマンゼロVSダークロプスゼロ パート② 暗黒の魔弾!                                                                 | ウルトラ銀河伝説外伝 ウルトラマンゼロVSダークロプスゼロ                                                                                  | 『ウルトラマン列伝』で2011年8月に放送された全3回の再構成版を若干変えて放送。 |
| 第14話 | 4月8日        | ウルトラマンゼロVSダークロプスゼロ パート③ 炎のビッグバン!                                                             | ウルトラ銀河伝説外伝 ウルトラマンゼロVSダークロプスゼロ                                                                                  | 『ウルトラマン列伝』で2011年8月に放送された全3回の再構成版を若干変えて放送。 |
| 第15話 | 4月15日       | ウルトラマンゼロ外伝 キラー ザ ビートスター パート①「鋼鉄の軍団」ウルトラファイトオーブ 親子の力、おかりします！ 第1話 | ウルトラマンゼロ外伝 キラー ザ ビートスター                                                                                              | 本編は『ウルトラマン列伝』で2012年9月に放送された全3回の再構成版を若干変えて放送。 |
| 第16話 | 4月22日       | ウルトラマンゼロ外伝 キラー ザ ビートスター パート②「鋼の独裁者」ウルトラファイトオーブ 親子の力、おかりします！ 第2話 | ウルトラマンゼロ外伝 キラー ザ ビートスター                                                                                              | 本編は『ウルトラマン列伝』で2012年9月に放送された全3回の再構成版を若干変えて放送。 |
| 第17話 | 4月29日       | ウルトラマンゼロ外伝 キラー ザ ビートスター パート③「鋼鉄の涙」ウルトラファイトオーブ 親子の力、おかりします！ 第3話   | ウルトラマンゼロ外伝 キラー ザ ビートスター                                                                                              | 本編は『ウルトラマン列伝』で2012年9月に放送された全3回の再構成版を若干変えて放送。 |
| 第18話 | 5月6日        | ウルトラマンサーガ 第1章「沈黙の地球」ウルトラファイトオーブ 親子の力、おかりします！ 第4話                            | ウルトラマンサーガ | 本編は『新ウルトラマン列伝』で2014年1月〜2月に放送された全5回の再構成版を若干変えて放送。                                                                                               |
| 第19話 | 5月13日       | ウルトラマンサーガ 第2章「ゼロの苦難」ウルトラファイトオーブ 親子の力、おかりします！ 第5話                            | ウルトラマンサーガ | 本編は『新ウルトラマン列伝』で2014年1月〜2月に放送された全5回の再構成版を若干変えて放送。                                                                                               |
| 第20話 | 5月20日       | ウルトラマンサーガ 第3章「恐怖の繭」ウルトラファイトオーブ 親子の力、おかりします！ 第6話                              | ウルトラマンサーガ | 本編は『新ウルトラマン列伝』で2014年1月〜2月に放送された全5回の再構成版を若干変えて放送。                                                                                               |
| 第21話 | 5月27日       | ウルトラマンサーガ 第4章「復活の英雄」ウルトラファイトオーブ 親子の力、おかりします！ 第7話                            | ウルトラマンサーガ | 本編は『新ウルトラマン列伝』で2014年1月〜2月に放送された全5回の再構成版を若干変えて放送。                                                                                               |
| 第22話 | 6月3日        | ウルトラマンサーガ 第5章「本当の戦い」ウルトラファイトオーブ 親子の力、おかりします！ 第8話                            | ウルトラマンサーガ | 本編は『新ウルトラマン列伝』で2014年1月〜2月に放送された全5回の再構成版を若干変えて放送。                                                                                               |
| 第23話 | 6月10日       | ウルトラゼロファイト 新たなる力                                                                                        | ウルトラゼロファイト | 『ウルトラマン列伝』で2012年8月〜9月に放送された短編シリーズのディレクターズエディション。 『新ウルトラマン列伝』で2014年2月に放送されたものを若干変えて放送。                          |
| 第24話 | 6月17日       | ウルトラゼロファイト 輝きのゼロ（前編）                                                                                | ウルトラゼロファイト | 『ウルトラマン列伝』で2012年12月〜2013年3月に放送された短編シリーズのディレクターズエディション。 『新ウルトラマン列伝』で2014年5月に前後編分割版として放送されたものを若干変えて放送。 |
| 第25話 | 6月24日       | ウルトラゼロファイト 輝きのゼロ（後編）                                                                                | ウルトラゼロファイト | 『ウルトラマン列伝』で2012年12月〜2013年3月に放送された短編シリーズのディレクターズエディション。 『新ウルトラマン列伝』で2014年5月に前後編分割版として放送されたものを若干変えて放送。 |

#### ミニコーナー
『ウルトラヒーローズクロニクル』
ウルトラ戦士の紹介コーナー。
| 放送話数 | 紹介戦士               |
| -------- | ---------------------- |
| 第7話    | ウルトラマンギンガ     |
| 第8話    | ウルトラマンビクトリー |
| 第9話    | ウルトラマンエックス   |
| 第10話   | ウルトラマンオーブ     |
| 第11話   | ウルトラマンオーブ     |
『ウルトラファイトオーブ 親子の力、おかりします!』

#### 放送局・配信
字幕放送は、テレビ東京系列のみ実施。
| 放送対象地域   | 放送局           | 放送期間                | 放送日時           | 系列                  | ネット状況 | 備考        |
| -------------- | ---------------- | ----------------------- | ------------------ | --------------------- | ---------- | ----------- |
| 関東広域圏     | テレビ東京       | 2017年1月7日 - 6月24日  | 土曜 9:00 - 9:30   | テレビ東京系列        | 同時ネット | 制作局      |
| 大阪府         | テレビ大阪       | 2017年1月7日 - 6月24日  | 土曜 9:00 - 9:30   | テレビ東京系列        | 同時ネット |             |
| 愛知県         | テレビ愛知       | 2017年1月7日 - 6月24日  | 土曜 9:00 - 9:30   | テレビ東京系列        | 同時ネット |             |
| 北海道         | テレビ北海道     | 2017年1月7日 - 6月24日  | 土曜 9:00 - 9:30   | テレビ東京系列        | 同時ネット |             |
| 岡山県・香川県 | テレビせとうち   | 2017年1月7日 - 6月24日  | 土曜 9:00 - 9:30   | テレビ東京系列        | 同時ネット |             |
| 福岡県         | TVQ九州放送      | 2017年1月7日 - 6月24日  | 土曜 9:00 - 9:30   | テレビ東京系列        | 同時ネット |             |
| 日本全域       | BSジャパン       | 2017年1月17日 - 7月11日 | 火曜 17:00 - 17:29 | テレビ東京系列 BS放送 | 遅れネット | [ 7 ] [ 8 ] |
| 宮崎県         | 宮崎放送         | 2017年1月27日 - 7月21日 | 金曜 4:25 - 4:55   | TBS系列               | 遅れネット |             |
| 広島県         | 広島ホームテレビ | 2017年1月29日 - 7月23日 | 日曜 5:20 - 5:50   | テレビ朝日系列        | 遅れネット |             |
| 福島県         | テレビユー福島   | 2017年1月29日 - 7月30日 | 日曜 6:15 - 6:45   | TBS系列               | 遅れネット |             |
| 静岡県         | 静岡第一テレビ   | 2017年2月12日 - 7月30日 | 日曜 5:30 - 6:00   | 日本テレビ系列        | 遅れネット |             |
| 石川県         | 石川テレビ       | 2017年2月12日 - 7月30日 | 日曜 6:30 - 7:00   | フジテレビ系列        | 遅れネット |             |

ネット配信
- YouTube - 2017年1月7日 - 6月24日の間、毎週土曜 9:30更新。

| テレビ東京系列 土曜9:00 - 9:30枠        | テレビ東京系列 土曜9:00 - 9:30枠                   | テレビ東京系列 土曜9:00 - 9:30枠        |
| 前番組                                  | 番組名                                             | 次番組                                  |
| --------------------------------------- | -------------------------------------------------- | --------------------------------------- |
| ウルトラマンオーブ （2016.7.9 - 12.24） | ウルトラマンゼロ THE CHRONICLE （2017.1.7 - 6.24） | ウルトラマンジード （2017.7.8 - 12.23） |

#### Web配信版
ウルトラマンゼロ10周年THANKS CARAVANとして『ウルトラマンゼロ ザ クロニクル』のタイトルで2020年8月26日よりYouTube『ウルトラマン公式』で配信。海外放送版をベースに、主題歌の差し変え、ミニコーナーが無い、日本未放送話があるなどの変更点がある。全26話。
出演
- レイ（演 - 南翔太）（第14話）

| 話数   | 配信日         | サブタイトル                                                                                     | 放送エピソード | 備考                                     |
| ------ | -------------- | ------------------------------------------------------------------------------------------------ | --- | ---------------------------------------- |
| 第1話  | 2020年 8月26日 | ウルトラマンゼロVSダークロプスゼロ パート① 多次元の脅威！                                        | ウルトラ銀河伝説外伝 ウルトラマンゼロVSダークロプスゼロ |                                          |
| 第2話  | 9月2日         | ウルトラマンゼロVSダークロプスゼロ パート② 暗黒の魔弾！                                          | ウルトラ銀河伝説外伝 ウルトラマンゼロVSダークロプスゼロ |                                          |
| 第3話  | 9月9日         | ウルトラマンゼロVSダークロプスゼロ パート③ 炎のビッグバン！                                      | ウルトラ銀河伝説外伝 ウルトラマンゼロVSダークロプスゼロ |                                          |
| 第4話  | 9月16日        | ウルトラマンゼロ THE MOVIE 超決戦!ベリアル銀河帝国 -絆の章-                                      | ウルトラマンゼロ THE MOVIE 超決戦!ベリアル銀河帝国 |                                          |
| 第5話  | 9月23日        | ウルトラマンゼロ THE MOVIE 超決戦!ベリアル銀河帝国 -炎の章-                                      | ウルトラマンゼロ THE MOVIE 超決戦!ベリアル銀河帝国 |                                          |
| 第6話  | 9月30日        | ウルトラマンゼロ THE MOVIE 超決戦!ベリアル銀河帝国 -鏡の章-                                      | ウルトラマンゼロ THE MOVIE 超決戦!ベリアル銀河帝国 |                                          |
| 第7話  | 10月7日        | ウルトラマンゼロ THE MOVIE 超決戦!ベリアル銀河帝国 -鋼の章-                                      | ウルトラマンゼロ THE MOVIE 超決戦!ベリアル銀河帝国 |                                          |
| 第8話  | 10月14日       | ウルトラマンゼロ THE MOVIE 超決戦!ベリアル銀河帝国 -光の章-                                      | ウルトラマンゼロ THE MOVIE 超決戦!ベリアル銀河帝国 |                                          |
| 第9話  | 10月21日       | ウルトラマンサーガ 第1章「沈黙の地球」                                                           | ウルトラマンサーガ |                                          |
| 第10話 | 10月28日       | ウルトラマンサーガ 第2章「ゼロの苦難」                                                           | ウルトラマンサーガ |                                          |
| 第11話 | 11月4日        | ウルトラマンサーガ 第3章「恐怖の繭」                                                             | ウルトラマンサーガ |                                          |
| 第12話 | 11月11日       | ウルトラマンサーガ 第4章「復活の英雄」                                                           | ウルトラマンサーガ |                                          |
| 第13話 | 11月18日       | ウルトラマンサーガ 第5章「本当の戦い」                                                           | ウルトラマンサーガ |                                          |
| 第14話 | 11月25日       | ウルトラマンメビウスバトルファイル                                                               | ウルトラマンメビウス外伝 ゴーストリバース ウルトラ銀河伝説外伝 ウルトラマンゼロVSダークロプスゼロ ウルトラマンゼロ THE MOVIE 超決戦!ベリアル銀河帝国        | オリジナル再編集 TV未放送                |
| 第15話 | 12月2日        | 大怪獣バトル ウルトラ銀河伝説 THE MOVIE-第1章「反逆のベリアル」-ウルトラゼロファイト 第1話       | 大怪獣バトル ウルトラ銀河伝説 THE MOVIE ウルトラゼロファイト 第一部「新たなる力」                                                                           |                                          |
| 第16話 | 12月9日        | 大怪獣バトル ウルトラ銀河伝説 THE MOVIE-第2章「レイとメビウス」-ウルトラゼロファイト 第2話       | 大怪獣バトル ウルトラ銀河伝説 THE MOVIE ウルトラゼロファイト 第一部「新たなる力」                                                                           |                                          |
| 第17話 | 12月16日       | 大怪獣バトル ウルトラ銀河伝説 THE MOVIE-第3章「怪獣墓場の決戦」-ウルトラゼロファイト 第3話       | 大怪獣バトル ウルトラ銀河伝説 THE MOVIE ウルトラゼロファイト 第一部「新たなる力」                                                                           |                                          |
| 第18話 | 12月23日       | 大怪獣バトル ウルトラ銀河伝説 THE MOVIE-第4章「ウルトラマンゼロ参上」-ウルトラゼロファイト 第4話 | 大怪獣バトル ウルトラ銀河伝説 THE MOVIE ウルトラゼロファイト 第一部「新たなる力」                                                                           |                                          |
| 第19話 | 12月30日       | 大怪獣バトル ウルトラ銀河伝説 THE MOVIE-最終章「よみがえれ 銀河の光」-ウルトラゼロファイト 第5話 | 大怪獣バトル ウルトラ銀河伝説 THE MOVIE ウルトラゼロファイト 第一部「新たなる力」                                                                           |                                          |
| 第20話 | 2021年 1月6日  | ウルトラマンゼロ外伝 キラー ザ ビートスター パート①「鋼鉄の軍団」ウルトラゼロファイト 第6話      | ウルトラマンゼロ外伝 キラー ザ ビートスター ウルトラゼロファイト 第一部「新たなる力」                                                                       |                                          |
| 第21話 | 1月13日        | ウルトラマンゼロ外伝 キラー ザ ビートスター パート②「鋼の独裁者」ウルトラゼロファイト 第7話      | ウルトラマンゼロ外伝 キラー ザ ビートスター ウルトラゼロファイト 第一部「新たなる力」                                                                       |                                          |
| 第22話 | 1月20日        | ウルトラマンゼロ外伝 キラー ザ ビートスター パート③「鋼鉄の涙」ウルトラゼロファイト 第8話        | ウルトラマンゼロ外伝 キラー ザ ビートスター ウルトラゼロファイト 第一部「新たなる力」                                                                       |                                          |
| 第23話 | 1月27日        | ウルトラマンゼロ 英雄列伝                                                                        | ウルトラマンゼロ THE MOVIE 超決戦!ベリアル銀河帝国 ウルトラマンゼロ外伝 キラー ザ ビートスター ウルトラマンサーガ ウルトラゼロファイト 第一部「新たなる力」 | ウルトラマン列伝第79話（特別総集編）配信 |
| 第24話 | 2月3日         | ウルトラゼロファイト 輝きのゼロ（前編）                                                          | ウルトラゼロファイト 第一部「新たなる力」 ウルトラゼロファイト 第二部「輝きのゼロ」                                                                         |                                          |
| 第25話 | 2月10日        | ウルトラゼロファイト 輝きのゼロ（後編）                                                          | ウルトラゼロファイト 第二部「輝きのゼロ」 |                                          |
| 第26話 | 2月17日        | ウルトラマンゼロ! 新たなる戦いの決意!!                                                           | ウルトラゼロファイト 第二部「輝きのゼロ」 | ウルトラマン列伝第104話（最終回）配信    |

### ウルトラマンクロニクル ZERO&GEED
『ウルトラマンクロニクル ZERO&GEED』（ウルトラマンクロニクル ゼロ アンド ジード）は、2020年1月11日から6月13日までテレビ東京系列で毎週土曜 9:00 - 9:30 (JST) に放送された円谷プロダクション制作による特撮テレビドラマのタイトル。
ウルトラマンゼロ誕生10周年記念作。ビヨンド学園のゼロ組（第7話まで）および20000年組（第8話から第18話まで）に転入してきた朝倉リクとペガッサ星人ペガが、先生役のウルトラマンゼロおよびウルティメイトフォースゼロの仲間たちの講義を受けるという内容でゼロおよびジードの戦いを振り返る内容となっている。第19話以降は新型コロナウイルス感染拡大防止のため、ビヨンド学園のパートが廃止された代わりにゼロ、リク、ペガのナレーションのみの構成に変更されたが、最終回である第23話のみビヨンド学園とは別の場所での収録ながら、リクとペガによるナビゲーションパートが復活している（ゼロは声のみの出演）。
なお、作中ではゼロがウルトラゼロマントを羽織った姿を『ウルトラマンZ』に先駆けて披露している。
スタッフ
- 監修 - 塚堀隆行
- 構成 - 伊藤公志
- 映像監修 - 池田遼
- 演出 - 中山剛平
- 音響効果 - 矢崎大貴
- 撮影 - 石坂良雄
- 音声 - 山口聡
- 編集 - 奥田恵夫
- MA - 斎藤健二
- 音楽協力 - テレビ東京ミュージック
- 製作 - 円谷プロダクション

#### 出演 (ZERO&GEED)
キャスト
- 朝倉リク - 濱田龍臣
- ペガッサ星人ペガ（声 - 潘めぐみ）
- ウルトラマンゼロ（声 - 宮野真守） (8 - 23)
- グレンファイヤー（声 - 関智一） (1、4、7)
- ミラーナイト（声 - 緑川光） (2 - 3)
- ペガッサ星人ベガ（声 - 潘めぐみ） (2 - 3、5 - 6)
- ジャンボット（声 - 神谷浩史）（5 - 6）
- グローザ星系人（声 - 中西南央）（5 - 6、9 - 12、14 - 15、17）
- セミ人間セミカ（声 - 國立幸）（5 - 6、9 - 12、14 - 15、17）
- セミ人間セミヤ（声 - 藤田大助）（5 - 6、9 - 12、14 - 15、17）
- メフィラス星人（声 - 岸哲生）（5 - 6）
- 伊賀栗レイト - 小澤雄太（14、16）
- ジャグラスジャグラー - 青柳尊哉（18）

スーツアクター
- 丸田聡美（1 - 18）
- 寺井大介（1、4、7）
- 石川真之介（2 - 6）
- 力丸佳大（2 - 4）
- 桑原義樹（4）
- 福島龍成（5 - 6）
- 永地悠斗（5 - 6、9 - 12、14）
- 工藤隼己（5 - 6、9 - 12、14 - 15、17）
- 武田彩里（5 - 6、9 - 12、14 - 15、17）
- 岩田栄慶（8 - 18）
- 福島弘之（9 - 15、17）
- 大久保洸成（15、17）

#### 主題歌 (ZERO&GEED)
「Heroes」
アーティスト - 藤巻亮太（SPEEDSTER RECORDS）
作詞 - 藤巻亮太、紫藤廉 / 作・編曲 - 藤巻亮太
第12話までは1番、第13話以降は2番が使用されている。
第13話以降は映像が変更された。ただし、ビヨンド学園のパートはそのまま流れている。

#### エピソードリスト (ZERO&GEED)
第1話から第10話、第13話まではジードの台詞、第11話、第12話、第14話はゼロの台詞をモチーフにしたサブタイトルになっている。
| 話数   | 放映日         | サブタイトル                              | 放送エピソード | 先生             | 備考 |
| ------ | -------------- | ----------------------------------------- | --- | ---------------- | --- |
| 第1話  | 2020年 1月11日 | 学ぶぜ! 歴史!!                            | 大怪獣バトル ウルトラ銀河伝説 THE MOVIE ウルトラマンゼロ THE MOVIE 超決戦!ベリアル銀河帝国 | グレンファイヤー | 両映画のダイジェスト。 |
| 第2話  | 1月18日        | 見切るぜ! 偽物!!                          | ウルトラ銀河伝説外伝 ウルトラマンゼロVSダークロプスゼロ | ミラーナイト     | 分割放送 |
| 第3話  | 1月25日        | 制すぜ! 決闘!!                            | ウルトラ銀河伝説外伝 ウルトラマンゼロVSダークロプスゼロ | ミラーナイト     | 分割放送 |
| 第4話  | 2月1日         | 望むぜ! 地球!!                            | ウルトラマンサーガ ウルトラマンゼロ THE MOVIE 超決戦!ベリアル銀河帝国 | グレンファイヤー | 分割放送 （『超決戦!ベリアル銀河帝国』はダイジェスト） |
| 第5話  | 2月8日         | 生きるぜ! 人類!!                          | ウルトラマンサーガ | ジャンボット     | 分割放送 （『超決戦!ベリアル銀河帝国』はダイジェスト） |
| 第6話  | 2月15日        | 守るぜ! 明日!!                            | ウルトラマンサーガ | ジャンボット     | 分割放送 （『超決戦!ベリアル銀河帝国』はダイジェスト） |
| 第7話  | 2月22日        | 気張るぜ! 逆境!!                          | ウルトラマンサーガ | グレンファイヤー | 分割放送 （『超決戦!ベリアル銀河帝国』はダイジェスト） |
| 第8話  | 2月29日        | 続くぜ! 未来!!                            | ウルトラマンサーガ | ウルトラマンゼロ | 分割放送 （『超決戦!ベリアル銀河帝国』はダイジェスト） |
| 第9話  | 3月7日         | 滾るぜ! 試練!!                            | ウルトラゼロファイト 第一部 新たなる力 | ウルトラマンゼロ | ディレクターズエディションを編集して放送。 |
| 第10話 | 3月14日        | 巡るぜ! 輝き!!                            | ウルトラゼロファイト 第二部 輝きのゼロ | ウルトラマンゼロ | ディレクターズエディションを編集して放送。 |
| 第11話 | 3月21日        | 機械の支配が迫りくるぜ!                   | 『劇場版 ウルトラマンジード つなぐぜ! 願い!!』 | ウルトラマンゼロ | 『ジード』劇場版の分割放送 |
| 第12話 | 3月28日        | つないだ願いが吹きすさぶぜ!               | 『劇場版 ウルトラマンジード つなぐぜ! 願い!!』 | ウルトラマンゼロ | 『ジード』劇場版の分割放送 |
| 第13話 | 4月4日         | 受け継げ! 精神!!                          | 『劇場版 ウルトラマンオーブ 絆の力、おかりします!』 『ウルトラマンX』第5話 『劇場版 ウルトラマンギンガS 決戦!ウルトラ10勇士!!』 | ウルトラマンゼロ | ゼロが客演したニュージェネレーションヒーローズ作品の総集編で、その後を描いた『ウルトラファイトオーブ』および『劇場版 ウルトラマンX きたぞ！われらのウルトラマン』は紹介無し |
| 第14話 | 4月11日        | ウルトラマンジード! ベリアルの息子だ!!    | 『ウルトラマンジード』第1話 - 第3話 | ウルトラマンゼロ | 『ジード』本編の総集編。 |
| 第15話 | 4月18日        | 理解しあって仲間になるぜ!                 | 『ウルトラマンジード』第4話 - 第6話 | ウルトラマンゼロ | 『ジード』本編の総集編。 |
| 第16話 | 4月25日        | ゼロになる覚悟                            | 『ウルトラマンジード』第7話 - 第8話 | ウルトラマンゼロ | 『ジード』本編の総集編。 |
| 第17話 | 5月2日         | 君の名は朝倉リク                          | 『ウルトラマンジード』第11話 - 第12話 | ウルトラマンゼロ | 『ジード』本編の総集編。 |
| 第18話 | 5月9日         | 使命をフィニッシュ                        | 『ウルトラマンジード』第14話 - 第15話 | ウルトラマンゼロ | 『ジード』本編の総集編。 |
| 第19話 | 5月16日        | 運命を変えていけ!                         | 『ウルトラマンジード』第16話 - 第17話 | ウルトラマンゼロ | 『ジード』本編の総集編。 |
| 第20話 | 5月23日        | エンドマークを打たせるな!                 | 『ウルトラマンジード』第22話 - 第23話 | ウルトラマンゼロ | 『ジード』本編の総集編。 |
| 第21話 | 5月30日        | これがGEEDの証だ!                         | 『ウルトラマンジード』第24話 - 第25話 | ウルトラマンゼロ | 『ジード』本編の総集編。 |
| 第22話 | 6月6日         | キミ色に! 染め上げろ!!                    | 『劇場版 ウルトラマンR/B セレクト! 絆のクリスタル』 | ウルトラマンゼロ | 劇場版『R/B』のダイジェスト放送。 |
| 第23話 | 6月13日        | ウルトラマンZ直前SP〜若さ戦士の熱血列伝〜 | 『ウルトラマンティガ・ウルトラマンダイナ&ウルトラマンガイア 超時空の大決戦』 『ウルトラマンメビウス外伝 ゴーストリバース』 『劇場版 ウルトラマンギンガS 決戦!ウルトラ10勇士!!』 『劇場版 ウルトラマンX きたぞ!われらのウルトラマン』 『ウルトラファイトビクトリー』 『ウルトラファイトオーブ』 『ウルトラマンZ』第1話 - 第8話 | ウルトラマンゼロ | 過去のシリーズを取り上げながら、次番組『Z』について解説するスペシャル総集編。                                                                                               |
| ※出典  |                |                                           | |                  | |

#### 放送局・配信 (ZERO&GEED)
| 放送対象地域        | 放送局           | 放送期間                | 放送日時         | 放送系列       | 同時・遅れの別 | 字幕 | 備考   |
| ------------------- | ---------------- | ----------------------- | ---------------- | -------------- | -------------- | ---- | ------ |
| 関東広域圏          | テレビ東京       | 2020年1月11日 - 6月13日 | 土曜 9:00 - 9:30 | テレビ東京系列 | 同時ネット     | 〇   | 制作局 |
| 大阪府              | テレビ大阪       | 2020年1月11日 - 6月13日 | 土曜 9:00 - 9:30 | テレビ東京系列 | 同時ネット     | 〇   |        |
| 愛知県              | テレビ愛知       | 2020年1月11日 - 6月13日 | 土曜 9:00 - 9:30 | テレビ東京系列 | 同時ネット     | 〇   |        |
| 北海道              | テレビ北海道     | 2020年1月11日 - 6月13日 | 土曜 9:00 - 9:30 | テレビ東京系列 | 同時ネット     | 〇   |        |
| 岡山県・香川県      | テレビせとうち   | 2020年1月11日 - 6月13日 | 土曜 9:00 - 9:30 | テレビ東京系列 | 同時ネット     | 〇   |        |
| 福岡県              | TVQ九州放送      | 2020年1月11日 - 6月13日 | 土曜 9:00 - 9:30 | テレビ東京系列 | 同時ネット     | 〇   |        |
| 富山県              | 北日本放送       | 2020年1月26日 - 6月28日 | 日曜 5:00 - 5:30 | 日本テレビ系列 | 遅れネット     | ×    |        |
| 沖縄県              | 琉球放送         | 2020年1月26日 - 6月28日 | 日曜 6:15 - 6:45 | TBS系列        | 遅れネット     | ×    |        |
| 広島県              | 広島ホームテレビ | 2020年1月26日 - 6月28日 | 日曜 5:20 - 5:50 | テレビ朝日系列 | 遅れネット     | ×    |        |
| 静岡県              | 静岡第一テレビ   | 2020年1月26日 - 6月28日 | 日曜 5:45 - 6:15 | 日本テレビ系列 | 遅れネット     | ×    |        |
| 福島県              | テレビユー福島   | 2020年2月9日 - 7月19日  | 日曜 6:15 - 6:45 | TBS系列        | 遅れネット     | ×    |        |
| 宮崎県              | 宮崎放送         | 2020年2月14日 - 7月17日 | 金曜 5:20 - 5:50 | TBS系列        | 遅れネット     | ×    |        |
| 石川県              | 石川テレビ       | 2020年2月23日 - 7月26日 | 日曜 6:30 - 7:00 | フジテレビ系列 | 遅れネット     | ×    |        |
| ※同時ネット局の出典 |                  |                         |                  |                |                |      |        |

ネット配信
- YouTube - 2020年1月11日 - 、毎週土曜 9:30更新。

| テレビ東京系列 土曜9:00 - 9:30 | テレビ東京系列 土曜9:00 - 9:30                               | テレビ東京系列 土曜9:00 - 9:30 |
| 前番組                         | 番組名                                                       | 次番組                         |
| ------------------------------ | ------------------------------------------------------------ | ------------------------------ |
| ウルトラマンタイガ             | ウルトラマンゼロ10周年記念 ウルトラマン クロニクル ZERO&GEED | ウルトラマンZ                  |

### ゼロと見よう特別配信
YouTubeウルトラマン公式でウルトラマン基金の一環として10エピソードをセレクトして期間限定配信。新型コロナ感染拡大を受けての在宅支援プログラムとして配信、冒頭でゼロによる子供たちへ向けてのメッセージが挿入されている。
| 話数 | 配信日         | サブタイトル                                               |
| ---- | -------------- | ---------------------------------------------------------- |
| 1    | 2020年 7月26日 | 『ウルトラマン』第34話「空の贈り物」                       |
| 2    | 8月2日         | 『ウルトラマンギンガS』 第11話 「ガンＱの涙」              |
| 3    | 8月9日         | 『ウルトラマンオーブ』第9話「ニセモノのブルース」          |
| 4    | 8月16日        | 『ウルトラマンX』第16話「激撮！Xio密着24時」               |
| 5    | 8月23日        | 『ウルトラマンダイナ』第30話「侵略の脚本(シナリオ)」       |
| 6    | 8月30日        | 『ウルトラマンメビウス』第39話「無敵のママ」               |
| 7    | 9月6日         | 『ウルトラマンガイア』第40話「ガイアに会いたい！」         |
| 8    | 9月13日        | 『ウルトラマンレオ』第23話「ベッドから落ちたいたずら星人」 |
| 9    | 9月20日        | 『ウルトラマンコスモス』第27話「地球生まれの宇宙怪獣」     |
| 10   | 9月27日        | 『帰ってきたウルトラマン』第32話「落日の決闘」             |

## 登場メカニック・アイテム・その他用語
ゼロスラッガーギア
ゼロスラッガーが変形した鎧。てれびくんおよびテレビマガジンの「新強化アーマーデザインコンテスト」受賞作品を基となっている。詳細はリンク先参照。
レジェンドブック
『ウルトラマン ヒットソングヒストリー』で登場したアイテム。宇宙の歴史のすべてが記録されているという。
アンチウルトラフィールド
『ウルトラマンサーガ ゼロ&ウルトラ兄弟 飛び出す!ハイパーバトル!!』で、バット星人がゼロのいた小惑星に張っていた特殊フィールド。ウルトラ戦士のエネルギーを奪う効果がある。

## 登場怪獣・宇宙人
ここでは、雑誌記事に登場した怪獣・宇宙人を記載。長編作品の登場怪獣・宇宙人は各作品の項目、それ以外のDVD作品は各作品リストを参照。

### 『ウルトラマンゼロ』の登場怪獣
- 要塞ロボット ビームミサイルキング（てれびくん版）
- 生体破壊メカ クラッシュライザー（テレビマガジン版）

### 『ウルティメイトフォースゼロ アナザースペースアドベンチャー』の登場怪獣
- 異次元超人 巨大ヤプール

#### 超獣軍団
ウルティメイトフォースゼロ抹殺を企む巨大ヤプールが送り込んだ超獣たち。
てれびくん版ではベロクロン、カメレキング、ガラン、ザイゴン、サボテンダー、キングクラブ、ゼミストラー、ブラックピジョンが登場し、これらが倒されると今度はカブトザキラーとバキシマムが登場する。DVDではベロクロン、カブトザキラー、バキシマムに加えてEXタイラントも登場する。
テレビマガジン版ではベロクロン、ドラゴリー、バキシムが登場し、ウルティメイトフォースゼロに倒されるとヤプールが呼び寄せたUキラーザウルスが登場する。ミラーナイトとグレンファイヤーを触手で捕らえるもウルティメイトゼロのウルティメイトゼロソードで貫かれ、ヤプールと合体してUキラーザウルス・ネオとなる。

#### ベリアル銀河帝国の幻影
ゼロに壊滅させられたベリアル銀河帝国の怨念エネルギーをヤプールが利用して作り出した幻影。てれびくん版では複数のレギオノイド（αのみ）と、ダークロプスゼロ、メカゴモラの幻影が登場し、ウルティメイトフォースゼロと戦う。テレビマガジン版ではレギオノイド（α・β共に）とダークロプスの幻影が複数登場し、偽の信号で誘き寄せたゼロに襲いかかる。
これらの幻影軍団をヤプールの変身したカイザーベリアルが指揮している。姿は本物のカイザーベリアルと同じだが、強さまでは再現できず、格闘したゼロに「奴の強さはこんなものじゃない」とすぐさま本物のベリアルではないことに気づかれ、巨大ヤプールの正体を現した。

#### 究極超獣 ゼロキラーザウルス
てれびくん版に登場。
ヤプールがウルティメイトフォースゼロに恨みを持つ者たちの怨念を集めて生み出した、新たな超獣。かつてウルトラ兄弟を苦しめたUキラーザウルスに酷似しているが、頭部の形状はダークロプスゼロに単眼を除いて酷似し、触手の先端は金色に染めたゼロスラッガーのような形状になっている。
武器は肩のトゲミサイルと、頭部から放つ超絶破壊光線ゼロキラービーム。
体表も非常に頑強で、ウルティメイトゼロのファイナルウルティメイトゼロですらまったく通用せず、簡単に弾き返す。ウルティメイトフォースゼロを苦しめるが、最後は彼らの新しい合体必殺技ウルティメイトフォースゼロアタックで撃破される。

### 『ウルトラマンゼロ&オールスターウルトラマン 超絶!!ウルトラリーグ』の登場怪獣
- 邪悪なる暗黒破壊神 ダークザギ
- 暗黒宇宙大皇帝 エンペラ星人
- 究極生命体 レイブラッド星人
- カオスヘッダー
- アーマードメフィラス（テレビマガジン版）
- 策謀宇宙人 デスレム（テレビマガジン版）
- 冷凍星人 グローザム（テレビマガジン版）

#### 怪獣・宇宙人軍団
ダークザギ、エンペラ星人、レイブラッド星人がウルトラ戦士抹殺とウルティメイトブレスレット強奪のために送り込んだ軍団。昭和から平成までの歴代怪獣や宇宙人によって構成されている。
てれびくん版ではまずベムラー、メトロン星人、アントラー、テレスドン、ゼットン、アーストロン、バードン、タイラント、スーパーヒッポリト星人、ガンQがウルティメイトフォースゼロを襲い、このうちメトロン星人とベムラーはウルトラマンダイナ、テレスドン、アーストロン、ガンQはウルトラマンコスモス、ゼットンはウルトラマンネクサスに敗れている。その後、グドン、ノスフェル、バンピーラ、ラフレイア、アングロス、ボガールモンスが光の国を襲撃するが、ウルトラ6兄弟やウルトラマンレオに倒されている。キングマイマイ、グラナダス、ズラスイマー、ディノゾールリバース（この4体以外にも怪獣はいる模様）は、ウルトラマンキングたちのもとへ急ぐゼロ、ダイナ、コスモスを襲うが、返り討ちにされる。
テレビマガジン版ではキリエロイド、ゼルガノイド、アパテーが、キングゴルドラス、ネオダランビア、カイザードビシを率いてウルティメイトフォースゼロを襲うが、ウルトラマンティガ、ウルトラマンダイナ、ウルトラマンガイア、ウルトラマンアグル、ウルトラマンコスモス、ウルトラマンジャスティスの救援により倒される。その後、エンペラ星人とレイブラッド星人に直接従えられたザラブ星人、メトロン星人、ババルウ星人が光の国に向かっていたウルティメイトフォースゼロを襲うが、返り討ちにされる。

### 『ウルトラマン列伝 ギャラクシーバトルゼロ』の登場怪獣
- 高速宇宙人 スラン星人
- 高次元捕食体 ボガール
- 幻覚宇宙人 メトロン星人